# Cornelis Francis
Cornelis Francis (Harenkarspel, 25 september 1800 – aldaar, 15 februari 1879) was een Nederlandse burgemeester.

## Leven en werk
Francis werd in 1800 in Harenkarspel geboren als zoon van Klaas Cornelisz Francis en Grietje Ariens Schouten. Hij was landbouwer in Harenkarspel. Na het overlijden van Fulps Bijpost werd Francis in 1843 benoemd tot burgemeester van Harenkarspel. Tot 1871 was Francis tevens secretaris van deze gemeente. Ook was hij heemraad van West-Friesland.
Francis trouwde op 26 april 1822 te Oude Niedorp met Maartje Smit. Zijn vrouw en hij legden in 1868 de eerste steen van de nieuwe hervormde kerk in Dirkshorn. Francis was als kerkvoogd nauw betrokken bij de nieuwbouw van deze kerk. Zijn vrouw en hij schonken ter gelegenheid van deze gebeurtenis een zilveren doopbord aan de kerk. Twee jaar later werd door Francis de eerste steen gelegd van het naast deze kerk gebouwde nieuwe raadhuis van de gemeente Harenkarspel in Dirkshorn. Francis was voorstander van een terughoudende rol voor de overheid. Zijn beleid wordt als extreem zuinig getypeerd. Hij overleed in 1879 op 78-jarige leeftijd in zijn woonplaats Harenkarspel.